# District de Bazar-Korgon
Le district de Bazar-Korgon (en kirghize (langue) : Базар-Коргон району) est un raion de la province de Jalal-Abad dans l'ouest du Kirghizistan. Son chef-lieu est le village de Bazar-Korgon. Sa superficie est de 1 965 km2, et 142 951 personnes y résidaient en 2009.

## Communautés rurales et villages
Le district de Bazar-Korgon est constitué de 9 communautés rurales (aiyl okmotu), regroupant chacune une ou plusieurs villages, :
1. Akman (villages Jangy-Akman (centre), Jarake, Kayyrma, Kolot, Kosh-Korgon, Tash-Bulak)
2. Bazar-Korgon (villages Bazar-Korgon (centre), Besh-Badam, Jeti-Koshkon)
3. Beshik-Jon (villages Beshik-Jon (centre), Jon, Baymunduz, Karacha)
4. Arstanbap (villages Arslanbob (centre), Bel-Terek, Gumkhana, Jay-Terek, Jaradar)
5. Kyzyl-Ünkür (villages Kyzyl-Ünkür (centre), Ak-Bulak, Jaz-Kechüü, Katar-Jangak, Koso-Terek)
6. Mogol (villages Oogon-Talaa (centre), Kara-Oy, Kyzyl-Suu, Köktöndü, Charbak, Imeni Chkalova)
7. Saydykum (villages Saydykum (centre), Arkalyk, Jany-Abad, Jash-Lenin, Dösh, Dukur, Kyzyl-Ay, Toychubek-Chek, Turpak-Korgon, Khajir-Abad, Chek, Chong-Kurulush)
8. Talduu-Bulak (villages Kaba (centre), Sara-Jayyk, Katar-Jangak, Ak-Tyt, Üch-Bulak, Ak-Terek, Kök-Alma, Kyrgoo)
9. Kengesh (villages Sovetskoye (centre), Auk, Kara-Jygach, Kyzyl-Oktyabr, Mogol-Korgon, Pervoye Maya, Seyit-Kazy, Shydyr)